# Franz Josef Popp
Franz Josef Popp (ur. 14 stycznia 1886 w Wiedniu, zm. 29 lipca 1954 w Stuttgarcie, Niemcy) – austriacki inżynier, współzałożyciel i wieloletni prezes zarządu BMW AG.

## Życiorys
W 1901 r. wraz z rodziną przeprowadził się do Brün (dzisiejsze Brno), gdzie w 1904 r. zdał maturę. Po ukończeniu studiów wyższych na Wydziale Elektrotechniki i Budowy Maszyn Politechniki w Brnie, przeniósł się do Wiednia i rozpoczął karierę zawodową w firmie AEG-Union jako kierownik działu lokomotyw elektrycznych. Wraz z rozpoczęciem I wojny światowej uczestniczył w tworzeniu Cesarsko-Królewskich morskich sił powietrznych w Pula nad Morzem Adriatyckim.
Odwołany do Wiednia przejął nadzór nad produkcją silników lotniczych w zakładach Austro-Daimler. W listopadzie 1916 r. z ramienia firmy udał się do Monachium, gdzie miał za zadanie koordynować licencyjną produkcję dwunastocylindrowych silników lotniczych w małej firmie Karl Rapp Motorenwerke (pol. Fabryka Silników Karl Rapp).
Po odejściu, z powodów zdrowotnych, założyciela firmy Karla Rappa, Franz Josef Popp przejął funkcję dyrektora naczelnego na czas ukończenia licencyjnej produkcji wiedeńskiego zleceniodawcy. Z czasem udało mu się jednak przekonać właściciela firmy Camillo Castiglioniego do kontynuacji działalności gospodarczej. 20 lipca 1917 zmieniono nazwę na Bayerische Motoren-Werke GmbH (pol. Bawarskie Zakłady Silnikowe sp. z o.o.), której został dyrektorem naczelnym. Po przekształceniu przedsiębiorstwa w spółkę akcyjną Franz Josef Popp przejął funkcję prezesa zarządu. Także jemu przypisuje się autorstwo logo BMW, które przedstawia widok wirującego śmigła samolotu na biało-niebieskim tle – kolorach flagi Bawarii, wraz z czarną obwódką ze skrótem nazwy przedsiębiorstwa trzema złotymi literami BMW. Aż do końca I wojny światowej produkcja BMW opierała się wyłącznie na zamówieniach przemysłu zbrojeniowego. W pierwszych latach powojennych udało mu się przekształcić profil przedsiębiorstwa. W 1922 r. BMW wyprodukowało pierwszy motocykl własnej konstrukcji, a w 1928 r. z inicjatywy Poppa przedsiębiorstwo przejęła Zakłady Dixi w Eisenach, stając się w ten sposób jednym ze znaczących niemieckich producentów samochodów osobowych.
Po przejęciu władzy przez nazistów BMW uznane zostało za ważne strategicznie, jako że było największym niemieckim producentem silników gwiazdowych chłodzonych powietrzem. W 1933 r. Franz Josef Popp przystał do nazistowskiej partii NSDAP, gdzie nadano mu tytuł Wehrwirtschaftsführera (pol. naczelnika zakładów zbrojeniowych), a rząd III Rzeszy stał się największym zleceniodawcą przedsiębiorstwa. W latach 30. miał miejsce dynamiczny rozwój przedsiębiorstwa, przede wszystkim w sektorze silników samolotowych. Nie przebiegało to jednak po myśli Franza Josefa Poppa, ponieważ w ten sposób przedsiębiorstwo stopniowo traciło swoją niezależność na rzecz głównego zleceniodawcy. Rząd nazistowski ograniczał dalszą działalność przedsiębiorstwa, którego głównym celem miały być badania i produkcja na rzecz przemysłu zbrojeniowego. Ignorując zakaz wstrzymania badań nad projektami dla potrzeb cywilnych Franz Josef Popp naraził się działaczom faszystowskim i pod groźbą obozu koncentracyjnego w Tilsit został zmuszony w 1942 r. do ustąpienia ze stanowiska dyrektora naczelnego. Do zakończenia wojny pełnił funkcję przewodniczącego rady nadzorczej i nie miał już możliwości aktywnie kierować dalszymi losami przedsiębiorstwa. Podczas 25 lat na stanowisku dyrektora naczelnego i prezesa zarządu udało mu się przekształcić małą firmę, zatrudniającą niewiele ponad 350 pracowników, w największego niemieckiego producenta silników samolotowych, dla którego z końcem 1942 roku pracowało 48 tys. osób
Po zakończeniu II wojny światowej Franz Josef Popp został aresztowany przez aliantów i postawiony w stan oskarżenia za przynależność do organizacji faszystowskiej, jak i za kierowanie zakładami zbrojeniowymi. W sądzie drugiej instancji został uniewinniony z postawionych mu zarzutów i wznowił próby powrotu do zarządu przedsiębiorstwa. Po kilku nieudanych próbach zrezygnował ze swoich zamiarów i przeprowadził się do Stuttgartu. 20 lutego 1952 został przewodniczącym „Verband zur Förderung der Luftfahrt” (pol. Stowarzyszenia Rozwoju Lotnictwa) – organizacji, która pod nazwą „Bundesverband der deutschen Luft- und Raumfahrtindustrie” (pol. Stowarzyszenie Niemieckiego Przemysłu Lotniczego i Eksploracji Kosmosu) istnieje do dziś. Franz Josef Popp zmarł w Stuttgarcie 29 lipca 1954.